# Moderland
|  | For monumentet i Volgograd, se Moderlandet kalder |
Moderland (russisk: Родина-мать, tr. Rodina-mat; ukrainsk: Батьківщина-Мати) er en monumental skulptur i Kyiv, Ukraine, der er rejst på skråningen langs den vestre bred af Dnepr-floden. Skulpturen er en del af Museet for den store fædrelandskrig, der blev åbnet 9. maj 1981.
Hele monumentet er 102 meter højt, og selve statuen er fra piedestal til spidsen af sværdet 62 meter høj og vejer over 450 tons.
I den højre hånd holder statuen et 16 meter langt sværd, der vejer 9 tons, og i venstre et 13 x 8 meter skjold der vejer 13 tons med Sovjetunionens nationalvåben.
Men den 6. august 2023 blev symbolet på Sovjetunionen erstattet af Ukraines nationale våbenskjold i form af en trefork - ukrainsk statsborger symbol.

## Design
Oprindeligt blev statuen designet af Jevgén Víktorovitj i 1970, men byggeriet blev først indledt 1974, efter Jevgén Víktorovitjs død samme år.
Billedehugger Vasíl Borodáj overtog projektet, og ændrede en smule på designet, så det ikke længere var i strid med præsterne fra Grotteklosterets, (Kijev Pechersk Lavra), ønske om at klosteret fortsat skulle være det højeste monument i byen.
I følge den oprindelig plan skulle statuen fra piedistal til spidsen af sværdet have været 80 meter højt, og belagt med bladguld. Men på grund af præsternes protester, blev højden reduceret til 62 meter, og bladguldet droppet.

## Byggeri
Stålskelettet inde i statuen er lavet af stål støbt i Zaporizjzja.
De rustfrie stålplader, der vejer mellem 25 og 30 tons, er svejset på statuen. Pladerne blev fremstillet på "Kijevs stålanlæg Pariserkommunen" med rådgivning fra "E. O. Patons elektrisk svejseinstitutet". Dele af skulpturen blev transporteret om natten, for ikke at tiltrække folks opmærksomhed.
Svejserne blev betalt 50 rubler om dagen, en enorm sum på daværende tidspunkt, men lønnen var i overensstemmelse med arbejdsforholdene svejserne arbejdede under, og de problemer de fik med bl.a. svejseøjne. Ingeniørerne fik ordinær løn, men var tilfredse, da det på daværende tidspunkt var en storslået opgave at arbejde på nationale monumenter.